# Monte Sirai
Der Monte Sirai ist ein 191 m hoher vulkanischer Tafelberg nördlich von Carbonia in der Provinz Sulcis Iglesiente auf Sardinien. Seine Hochebene wird zum Teil von einer phönizisch-punischen Siedlung bedeckt, die hier im Schnittpunkt der Verbindungen zum Sulkis, zu den fruchtbaren Ebenen des Cixerri und zum Campidano lag.

## Geschichte

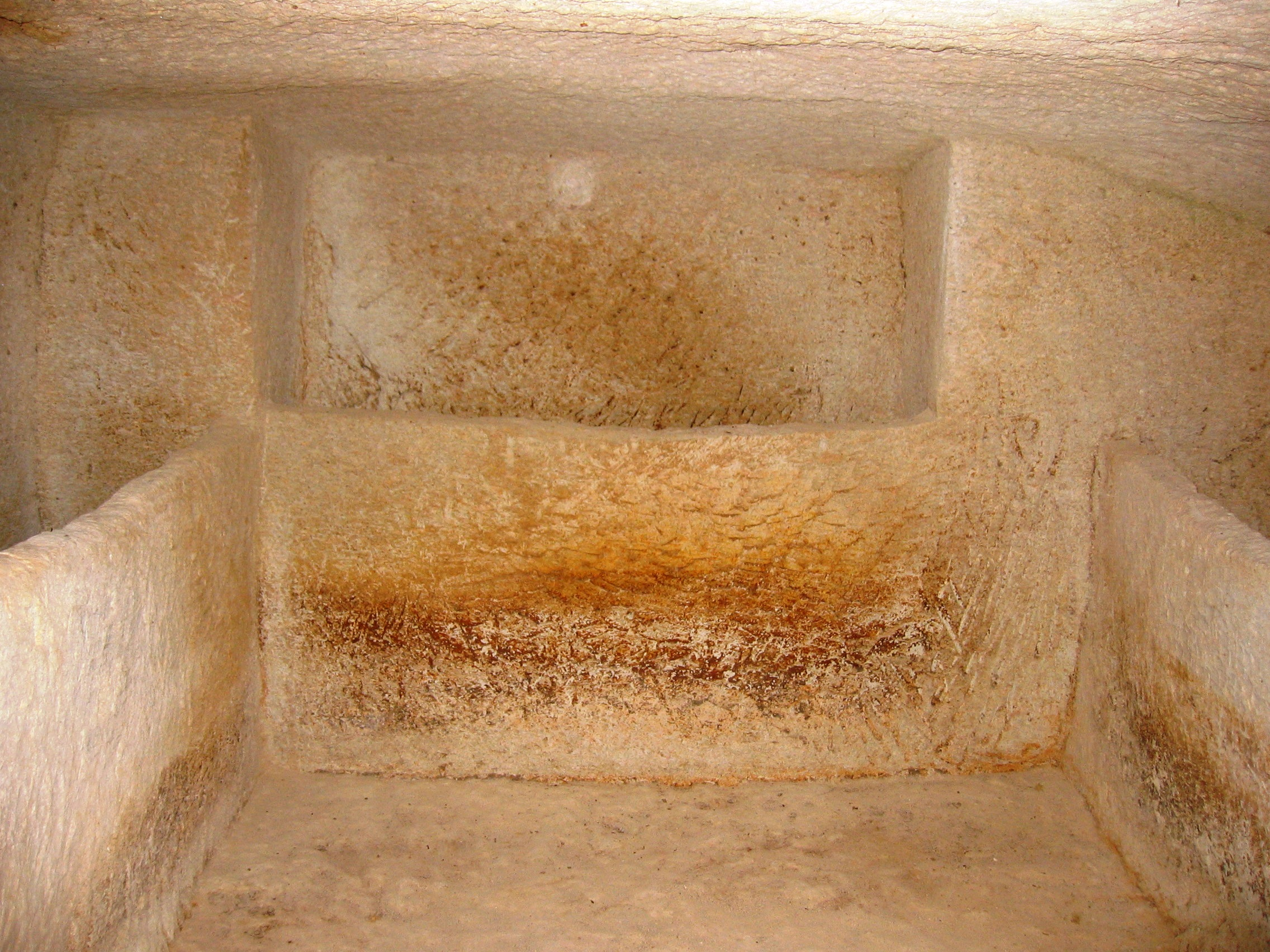
Nekropole

Die etwa 750 v. Chr. gegründete phönizische Siedlung war in die wesentlich ältere nuraghische Bebauung integriert. Zwischen 550 und 520 v. Chr. wurde sie entweder von den Sarden, zur Zeit der misslungenen Expedition des Malchos, oder den Puniern zerstört, die sie jedoch wieder aufbauten. Um das Jahr 360 v. Chr. wurde der Platz befestigt. Im 3. Jahrhundert v. Chr., wohl nach der kampflosen Übernahme Sardiniens durch die Römer, verlor der Platz an Bedeutung, gleichwohl setzte eine rege Siedlungstätigkeit ein. Während des Römischen Bürgerkrieges stand das nahe gelegene römische Sulcis auf der Seite der Pompejaner. Mit dem Sieg Oktavians 38 v. Chr. versanken der Monte Sirai und Sulcis in der Bedeutungslosigkeit. Obwohl die Römer seit 238 v. Chr. Herren der Insel waren, bewohnten zunächst weiter Karthager den Monte Sirai. Ihre Häuser weisen verblüffende Ähnlichkeit mit den „furriadroxiu“, den Einödhöfen des Sulcis und der Iglesiente auf. Sie waren wohl nach punischer Sitte mit Balken und Holzschindeln gedeckt, denn man fand keine Dachziegel.
Da diese Stadt nicht überbaut wurde, kann man anhand der seit 1963 laufenden Grabungen und der freigelegten Grundmauern ihren Plan, die Form der Häuser und die Bauweise Opus africanum gut erkennen. Die Stadt besitzt eine Akropolis, eine Nekropole und einen Tofet.

## Die Akropolis
Der Hauptturm der nur kurzzeitig kompletten Akropolis, wurde in einen zweigeteilten punischen Tempel umgebaut. In einem Raum fanden die Opfer statt, im anderen fand man die Steinplastik einer Göttin. Es handelt sich bei dem rudimentären Torso vermutlich um eine Darstellung der Astarte. Betont sind Augenbrauen, Lippen, Nase, die übergroßen Ohren und das in strenge Locken gelegte Haar. Ähnliche Darstellungen kennt man von Reliefs des 7. Jahrhunderts v. Chr. aus dem Vorderen Orient, aber auch aus Etrurien. Eine männliche Terrakottamaske vereint frühgriechische und ägyptische Einflüsse. Ähnliche Masken fand man in Karthago und Utica.

## Die Nekropole
Die Nekropole liegt in einer Senke unterhalb der Akropolis, wo unter dem Trachyt Mergelschichten zu Tage treten. In diesem weichen Gestein wurden im 7. Jahrhundert v. Chr. etwa 50 phönizische Brandgräber und ab etwa 500 v. Chr. ein Dutzend punische Kammergräber angelegt. Da die Kammergräber für Kollektiv- oder Mehrfachbestattungen angelegt waren, sind ihre Eingänge über bis zu drei Meter tiefe Dromoi mit Treppen zu erreichen. Vereinzelt sind noch die Verschlussplatten des Zugangs vorhanden. Die Beziehung zur Stadt Sulki wird durch die Bauweise und Ausgestaltung der Gräber deutlich, vor allem durch die Sitte, aus dem Fels gearbeitete Skulpturen über die Totenruhe wachen zu lassen. Das Relief einer kopfstehenden Tanit, in Grab 5, ist nur durch sardische Einflüsse auf die letzten Punier Sardiniens zu erklären. Die Grabbeigaben auf dem Monte Sirai sind deutlich anspruchsloser als diejenigen in Sulki.
Die phönizischen Brandgräber sind flache Gruben, in denen ein breites Spektrum an Sepulkralriten angezeigt ist. Einige Gräber enthielten eine Bestattungsurne, in anderen fanden sich die Reste des Toten, der über der Grabgrube auf einem Scheiterhaufen verbrannt worden war, unter einer Abdeckung aus Steinen und Erdreich. Ungewöhnlich für die Phönizier sind einige Körperbestattungen.

## Der Tofet

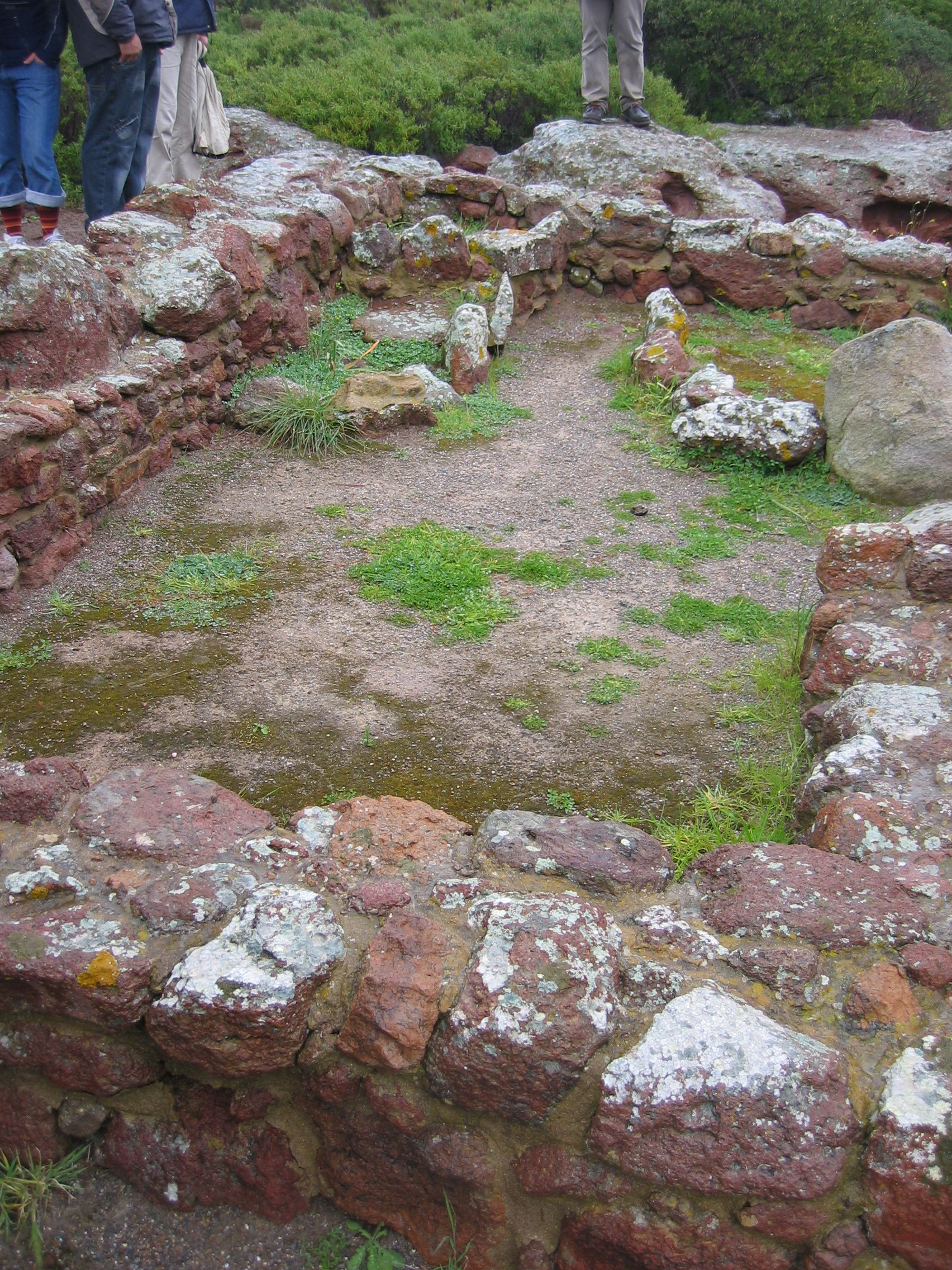
Tofet

Als Tofet (vom aramäischen tephaya, „Kochherd“) bezeichnen Forscher eine „Feuerstelle“ oder einen geheiligten Ort der Phönizier, in dem sie den Göttern Kinder und kleinere Tiere opferten. Auf dem Monte Sirai steht ein grobschlächtiger Tempel, von dem die Grundmauern erhalten sind. Erkennbar ist die Einteilung phönizischer Tempel unter besonderer Bezugnahme auf die Nordrichtung. Untersuchungen zeigten, dass das Tophet im Wesentlichen erst in punischer Zeit entstand. Die meisten der rund 300 Urnen und über 100 Stelen wurden von der Mitte des 4. bis ins 2. Jahrhundert v. Chr., also bis weit in die römische Zeit, deponiert. Die auf den Stelen dargestellten Motive entsprechen den Vorbildern der Mutterstadt Sulki, sind jedoch anspruchsloser gestaltet. Viele Stelen zeigen naive Darstellungen, die nur durch den Einfluss der sardischen Bevölkerung zu erklären sind.

## Ausstellungen
Einige Artefakte der Siedlung sind im Museo Villa Sulcis (ehemaliges Wohnhaus des Direktors der Bergwerke von Carbonia) ausgestellt.
Das Gelände der Ausgrabung wird als Archäologischer Park präsentiert.